# Вільєтт
Вільєтт (укр. Містечко, англ. Villette) — роман англійської письменниці Шарлотти Бронте, написаний 1853 року.

## Сюжет
14-річна дівчинка Люсі Сноу гостює у своєї хрещеної в містечку Бреттон. У цьому домі доля зводить її з двома дивовижними людьми — Гремом Бреттоном, сином її хрещеної, та Поліною Хоум, серйозною мініатюрною дівчинкою. Коли Люсі дорослішає, вона від'їжджає в Брюссель, аби працювати вчителькою у пансіонаті. Пізніше вона зустрічає вже дорослих друзів дитинства — Грема та Поліну. Спочатку Люсі листується з Гремом і налагоджує ніжні, дружні відносини з ним, але Грем, знову зустрівши Поліну, вже дорослу і чарівну дівчину, вирішує одружитися саме на ній. Люсі примушує себе не нав'язуватися Грему, а залишити їхні нечасті розмови як є, та закохується в іншого вчителя, набагато старшого за неї, Поля Емануеля, хоча спочатку він здавався їй суворим і непривабливим «карликом». Наприкінці роману він робить їй сюрприз — готує орендоване приміщення під школу і покидає країну на кілька років.

## Персонажі
- Люсі Сноу (англ. Lucy Snowe)
- Грем Бреттон (англ. Graham Bretton)
- Поліна Хоум (англ. Paulina Home)
- Мадам Бек (фр. Mme. Beck)
- Джиневра Феншо (англ. Miss Ginevra Fanshawe)
- Полковник де Амаль (фр. de Hamal)
- Поль Емануель (фр. M. Paul Emanuel)

## Екранізація
Одного разу книга була екранізована телеканалом BBC 1970 року. Режисер — Мойра Армстронг. Роль Люсі зіграла Джуді Парфітт, Грема — Браян Маршалл, Поля Емануеля — Пітер Джеффрі, мадам Бек — Мона Брюс.